# Mansión de Reņģe
La Mansión de Reņģe (en letón: Reņģes muižas pils; en alemán: Ringen), también llamada Mansión de Ruba, es una casa señorial para la familia von Nolcken que fue construida entre 1881 y 1882 en la región histórica de Zemgale, en Letonia. Se sitúa a unos 2,5 km al oeste de la población de Ruba y del puente del ferrocarril donde este cruza el río Vadakste junto a la frontera entre Letonia y Lituania. El edificio de la mansión actualmente alberga la Escuela Elemental de Ruba.

## Historia
El primer propietario de la mansión de Rubas o Reņģe fue Rotger von Ashberg quien, tras el colapso de la Orden de Livonia en 1574, adquirió terrenos aquí. Wilhelm von Ashberg, en el siglo XVIII, heredó la mansión y la vendió a su hermano Christoph en 1789. En 1794, cuando Wilhelm, después de casarse con la Condesa Theresa Kettler, también se convirtió en propietario de la Mansión de Ezere, ella intercambió la Mansión de Ezere por la Mansión de Bruzilu (en letón: Bruzilu muižu; en alemán: Gut Bresilgen). Cuando la mansión del Lago Ezera fue comprada por el Barón von Stieglitz, un ruso acaudalado, en 1835, adquirió la propiedad de Rubas. En 1879, Voldemar von Nolken, hijo de Gustav von Nolken, el entonces Barón del Lago, se convirtió en propietario de la Mansión de Reņģe  (después adoptó el título de Conde von Reiter). Su hijo, el Conde Michael, el último propietario de la Mansión de Reņģe, se unió al Baltische Landeswehr y cayó en 1919 luchando con los bolcheviques. Desde entonces y hasta la reforma agraria letona de 1920 el propietario fue la familia del Barón von Nolken.
El edificio de la mansión, que ha sobrevivido hasta el día de hoy, fue construido durante el tiempo del Barón Voldemar von Nolken (1881-1882). El proyecto fue diseñado por los arquitectos Reinhold von Sivers y Max Schervink. El último también diseño los lujosos interiores del edificio. El castillo es un edificio de ladrillo de una planta con sótano y ático construidos. Al presente, los acabados decorativos del interior del palacio así como varias estufas y chimeneas se han conservado. No lejos del castillo, junto a las edificaciones de la granja se halla una peculiar torre de agua, construida en 1882.